# Court House Crooks
Court House Crooks er en amerikansk stumfilm fra 1915 af Charles Parrott.

## Medvirkende
- Ford Sterling
- Charles Arling
- Minta Durfee
- Doris Baker
- Billie Bennett